# Staryj Czyzwyk
Staryj Czyzwyk (ukr. Старий Чизвик) – wieś na Ukrainie, w obwodzie charkowskim, w rejonie kupiańskim. W 2001 liczyła 120 mieszkańców, spośród których 115 posługiwało się językiem ukraińskim, 4 rosyjskim, a 1 białoruskim.